# Oleksandr Kosyrin
Oleksandr Michajlovyč Kosyrin (in ucraino Олександр Михайлович Косирін?; Zaporižžja, 18 giugno 1977) è un ex calciatore ucraino, di ruolo attaccante.

## Carriera
Fu capocannoniere del campionato ucraino nel 2005.

## Palmarès

### Club

#### Competizioni nazionali
- Campionato ucraino: 3

Dinamo Kiev: 1997-1998, 1998-1999, 1999-2000
- Coppa d'Ucraina: 3

Dinamo Kiev: 1997-1998, 1998-1999, 1999-2000

### Individuale
- Capocannoniere della Coppa d'Ucraina: 1

2003-2004 (5 reti)
- Capocannoniere della Perša Liha: 1

2011-2012 (19 reti)